# La Malahá
La Malahá és un municipi andalús situat en la part nororiental de la comarca de Alhama (província de Granada). Limita amb els municipis de Las Gabias, Alhendín, Escúzar, Ventas de Huelma i Chimeneas.